# Doktorn i familjen
Doktorn i familjen (spanska Médico de familia) är en TV-serie från Spanien. Den började sändas 1995.